# St. Jakob (Wallgau)

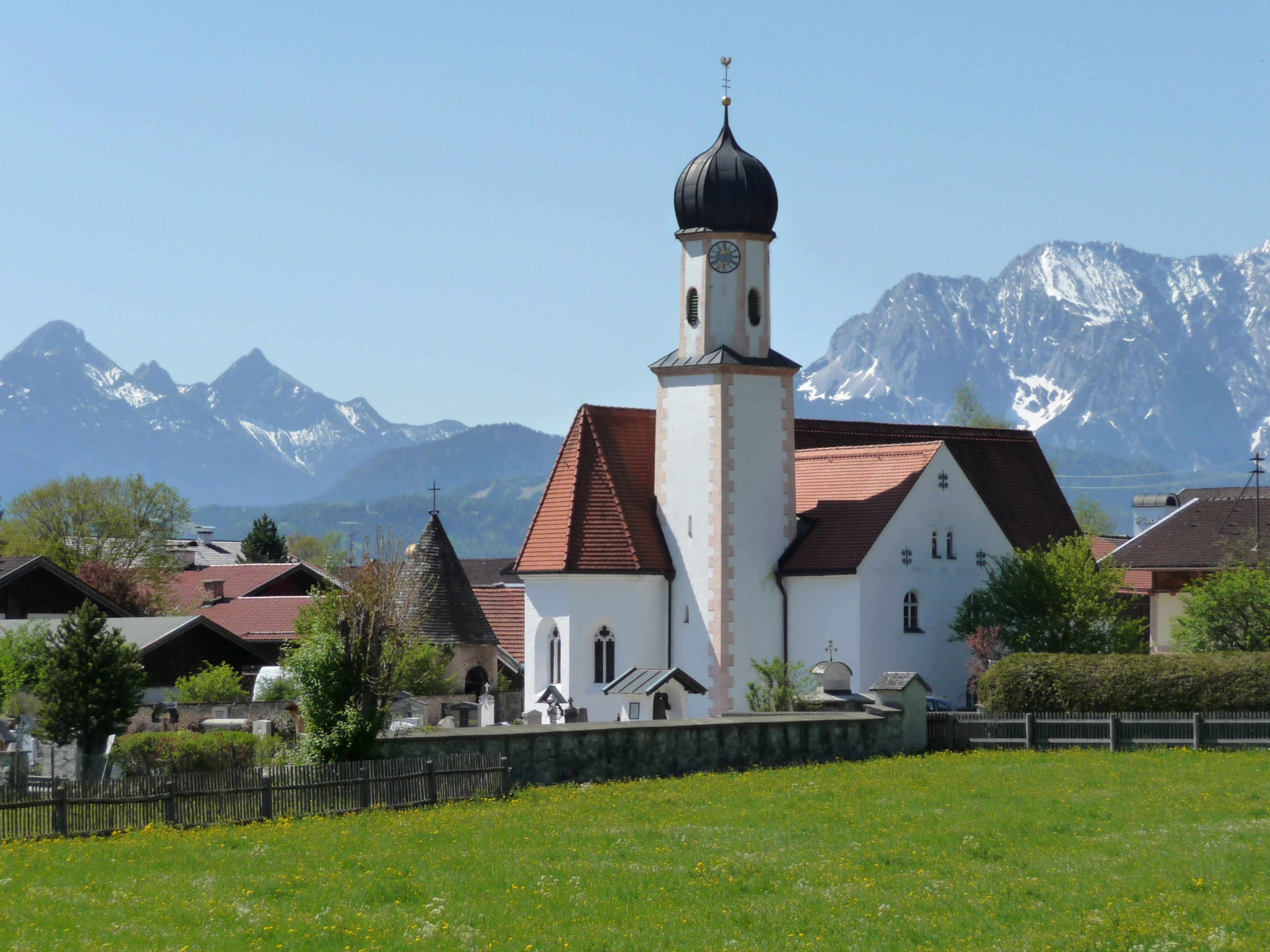
St. Jakob

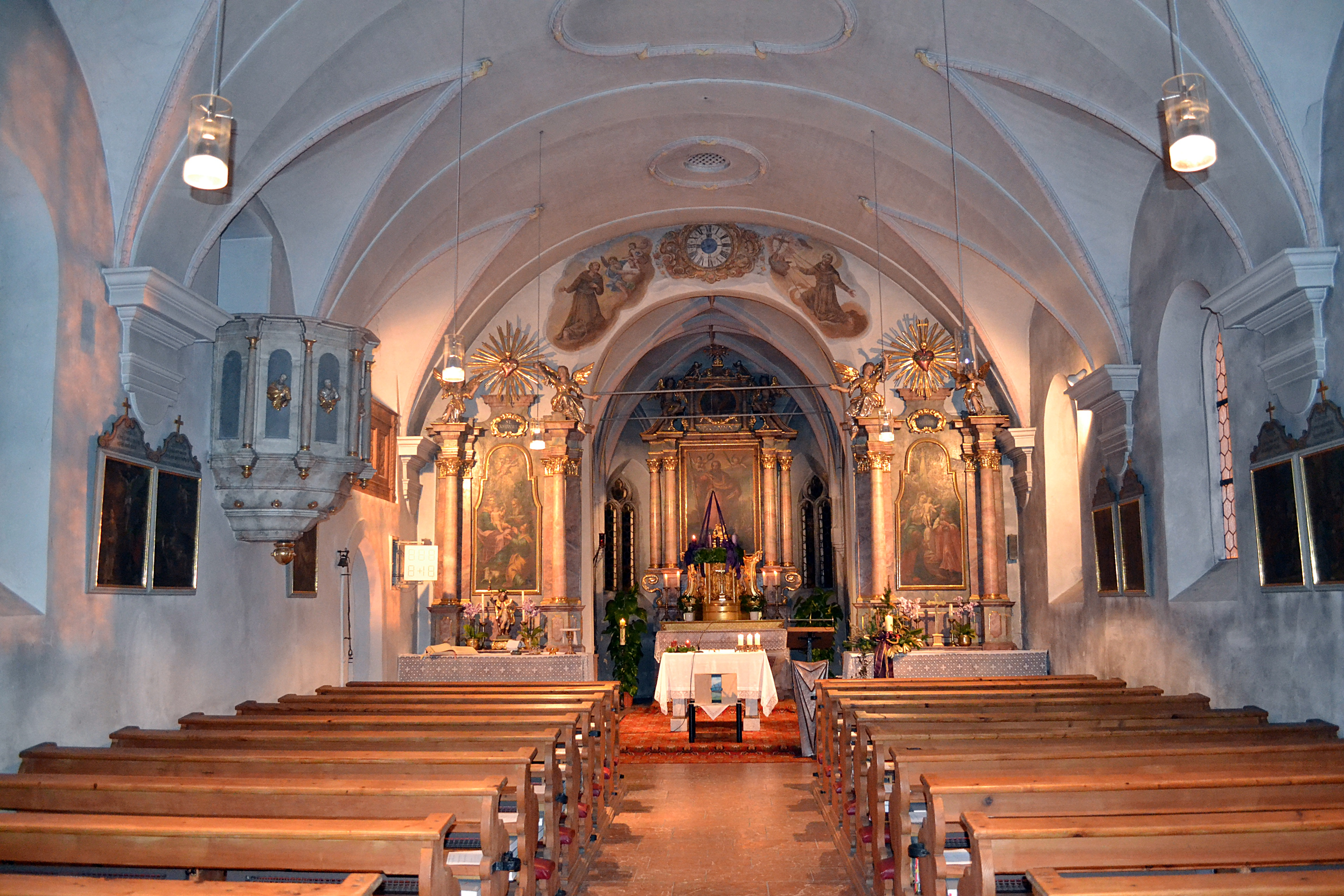
Innenansicht

Die römisch-katholische Kirche St. Jakob in Wallgau im oberbayerischen Landkreis Garmisch-Partenkirchen gehört zum Dekanat Werdenfels des Erzbistums München und Freising. Die Kuratiekirche steht unter Denkmalschutz.

## Geschichte
Der Bau der ersten Kirche geht auf das Jahr 1295 zurück. An gleicher Stelle entstand im letzten Viertel des 15. Jahrhunderts eine neue Saalkirche mit steingewölbten Choranbau im gotischen Baustil. Der Chor mit Netzrippengewölbe blieb zusammen mit dem Maßwerk des Chorscheitelfensters und dem Sanktuarium bis in die Gegenwart erhalten und ist das älteste Gebäude in Wallgau. Der barocke erste Kirchturm mit Zwiebelhaube wurde 1680 errichtet. In den Folgejahren kam an der Nordseite eine Sakristei und im Süden ein Totenhaus sowie 1683 ein neuer Hochaltar hinzu. Mit der Erneuerung des Kirchturmes 1723/1724 begannen weitere Umbauarbeiten zur schrittweisen Barockisierung der spätgotischen Architektur. Erst nach Protestschreiben des damaligen Pfarrers an den Bischof konnte die Umgestaltung 1730 abgeschlossen werden. Lange Zeit blieb der 1735 gemalte Kreuzweg im Kirchenraum die letzte Neuausstattung. Das Ende des 18. Jahrhunderts gestiftete Benefizium machte die Kirche zu einer selbstständigen Pfarrei. Diverse Aus- und Umbauten folgten im 19. und 20. Jahrhundert. Wichtige Meilensteine waren die Erweiterung des Längsschiffes mit steilem Satteldach und die Vergrößerung des Gemeinderaumes im Jahr 1891. Die mit der Konstruktion einer neugotischen Empore aus Holz begonnene Stiländerung des Innenraumes wurde 1904 nach einem Gutachten des Generalkonservatoriums München wieder rückgängig gemacht. Die letzte umfassende Innen- und Außenrestaurierung mit anschließender Erneuerung der technischen Anlagen fand 1988 statt. Wegen ihrer Lage am früheren Pilger- und Handelsweg wurde die Kirche dem Schutzpatron Jakobus dem Älteren geweiht.

## Orgel
Eine Orgel aus den 1950er Jahren wurde 2007 durch ein Instrument von Orgelbau Škrabl, Rogaska Slatina (Slowenien) ersetzt. Die Weihe fand am 17. Mai 2007 statt. Die Orgel umfasst 14 Register auf zwei Manualen und Pedal und hat eine mechanische Spiel- und Registertraktur.
Sie hat folgende Disposition:
| I. Manual Hauptwerk C–g3 |       |
| Rohrflöte                | 8’    |
| Gemshorn                 | 8’    |
| Oktave                   | 4’    |
| Superoktave              | 2’    |
| Mixtur III               | 1 ⁄3’ |
| Tremulant                |       |

| II. Manual Positiv C–g3 |        |
| Gedeckt                 | 8’     |
| Blockflöte              | 4’     |
| Waldflöte               | 2’     |
| Quinte                  | 2 ⁄3’  |
| Terz                    | 1 3⁄5’ |
| Tremulant               |        |

| Pedal C–f1  |     |
| Subbass     | 16’ |
| Gedecktbass | 08’ |
| Choralbass  | 04’ |

- Koppeln: II/I, I/P, II/P

## Geläut

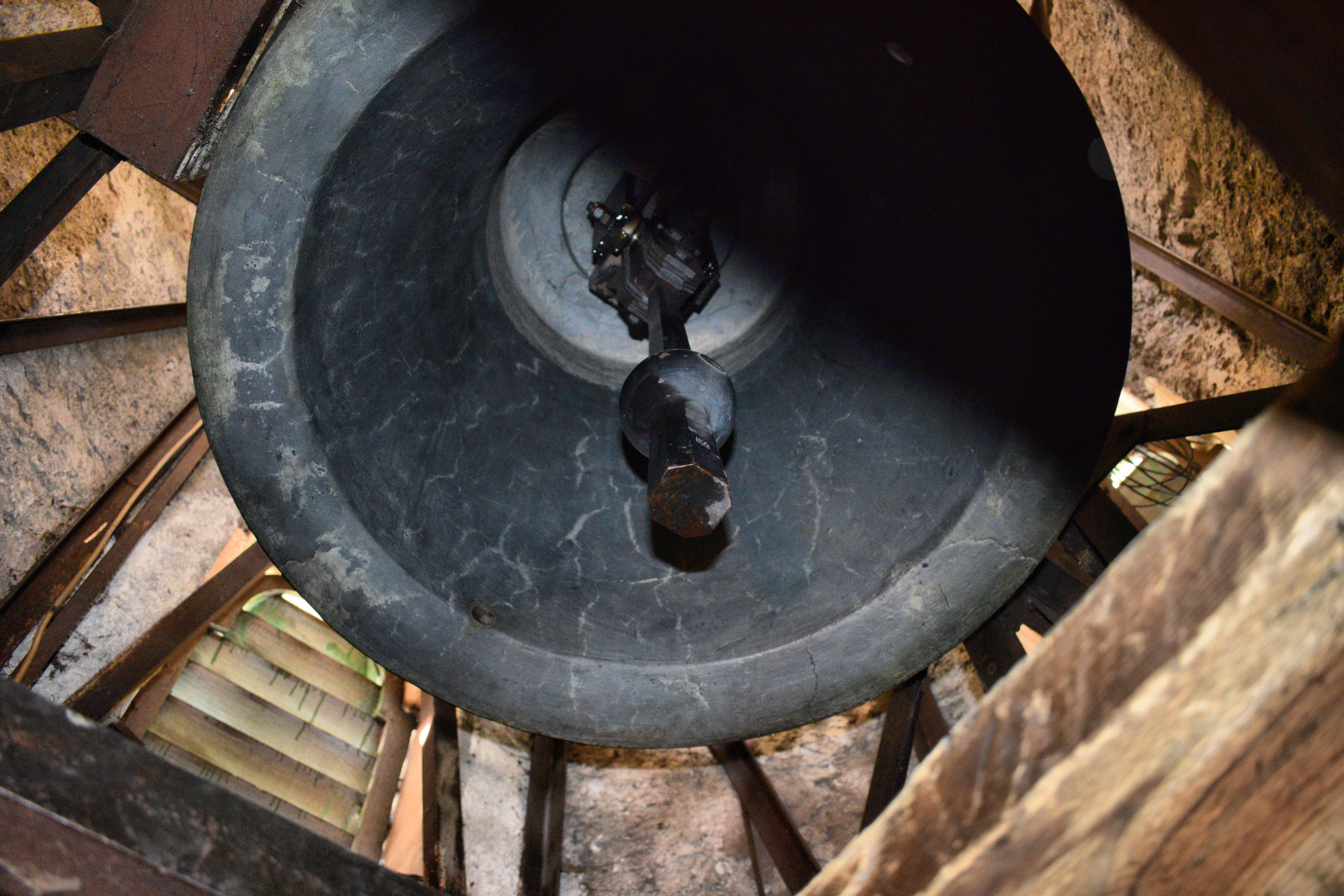
Im Glockenturm

Die Kirchenglocken, die das heutige Wallgauer Geläut bilden, stammen aus dem Jahre 1980 und wurden in Passau gegossen.
Im angrenzenden Friedhof befinden sich zusätzlich eine Totenglocke, diese hängt an der Aussegnungshalle seit 1981 und wurde 1680 in München gegossen, und eine Ehrenglocke.